# 柔叶真藓
柔叶真藓（学名：Bryum cellulare）为真藓科真藓属下的一个种。

## 扩展阅读
- 維基物種上的相關：柔叶真藓